# Полтавка (Атбасарський район)
Полта́вка (каз. Полтавка) — село у складі Атбасарського району Акмолинської області Казахстану. Адміністративний центр Полтавського сільського округу.
Населення — 676 осіб (2021; 919 у 2009, 897 у 1999, 1014 у 1989).
Національний склад станом на 1989 рік:
- німці — 32 %;
- українці — 27 %;
- росіяни — 23 %.